# Морті Сміт
Мортімер «Морті» Сміт — один із двох головних героїв мультсеріалу Рік та Морті. Доводиться онуком Ріку і часто змушений ходити по п'ятах на його різних «поневіряння». Морті навчається у школі імені Гаррі Герпсона разом зі своєю сестрою Саммер та романтичним інтересом Джессікою. Виходячи з того, що існує необмежена кількість всесвітів, існує необмежена кількість Морті, серед яких є і Злий Морті.

## Ідея і створення
Ідея створення Морті (як і Ріка) належить Джастіну Ройланду. У жовтні 2006 року він створив мультфільм «The Real Animated Adventures of Doc and Mharti» — пародію на основі серії фільмів «Назад в майбутнє».
«У той час (в жовтні 2006 року) мені нічого було втрачати, і мій початковий намір полягав в тому, щоб назвати це» Назад в майбутнє: новий офіційний мультфільм студії Universal за участю нового Дока Брауна і Марті МакФлая «, а потім я б просто сів і став чекати листи від їхніх адвокатів про бажання приїхати. Ось чому це так брудно. Я просто шукав спосіб „затролити“ велику студію».
- Джастін Ройланд

## Зовнішність
Мортімер — підліток. У нього коротке каштанове волосся, завжди акуратно причесаний. Голова Морті має форму кола, на відміну від інших персонажів. В основному, Морті носить жовту футболку, сині штани і білі туфлі. Є яскраво виражене заїкання (навіть коли спокійний), крім іншого періодично Морті говорить тремтячим голосом через статеве дозрівання.

## Особистість
Морті — добродушний і вразливий, юний хлопчик, дуже вразливий і легко схильний до чужого впливу, як всі підлітки в його віці. Хлопець не відрізняється великим розумом, іноді злегка заїкається, що робить його об'єктом насмішок в школі. Морті віддано закоханий в свою однокласницю Джесіку, яка на нього не звертає ніякої уваги. Попри м'якотілість, в моменти небезпеки в Морті проявляє кмітливість і хоробрість. Має приховану агресію, яку він намагається придушити (це на пряму вказується в 9-тій серії 2 сезону «Судна ніч» (англ. Look Who's Purging Now). Також попри те, що він повністю зазнає маніпуляцій з боку Ріка, іноді знаходить в собі сили дати йому відсіч. Як, наприклад, в серії «Місікси і руйнування» (англ. Meeseeks and destroy) коли він соромить Ріка за його цинізм. Морті завжди готовий вирушити будь-кому на допомогу, які б наслідки це не мало. Також він постійно виправляє за Ріком його помилки.

## Злий Морті
Злий Морті — це один з антагоністів мультсеріалу «Рік та Морті», котрий можливо є головним антагоністом цього шоу. Також це єдиний персонаж у серіалі, котрий має музикальну тему, якою є пісня "For the Damaged Coda" групи «Blonde Redhead».

### Появи у серіях
Уперше Злий Морті з'явився в серії "Рікоцидний рікоцид". Упродовж цього епізоду Злий Морті допомагав Злому Ріку вбивати інших Ріків та викрадати їхніх Морті. Пізніше, коли злодіїв було переможено, Ріки з Цитаделі Ріків виявили, що Злий Рік це лише робот, яким керували дистанційно. Після цього глядачам показують сцену, в якій Злий Морті знімає з ока пульт керування його Ріком, даючи глядачам зрозуміти, що саме він стояв за всіма операціями зі знищення Ріків.
Після довгої відсутності, Злий Морті знову з'являється в серії "Ріклантична плутанина", в котрій він балотується у президенти Цитаделі Ріків. Завдяки гарним словам про рівність між Ріками та Морті, а також атаці з боку колишнього помічника, що дізнався його справжню особистість, Злому Морті вдається перемогти на виборах. Після цього він убиває всіх лідерів Цитаделі й викидає їх у космос, закриває всі школи для Морті, реформує поліцію, надає безробітним місце праці й перейменовує Цитадель Ріків на Цитадель Морті та Ріків. Далі глядачам показують сцену з усіма трупами вбитих Ріків та Морті, що літають у космічному просторі, а також компромат з фотографіями президента Морті поряд зі Злим Ріком, даючи глядачам зрозуміти, що президентом став той самий Злий Морті.

### Теорії
Через відсутність інформації про минуле та мотивацію Злого Морті, фанати вже після першої серії з ним почали вигадувати різні теорії про його біографію.
Найпопулярнішою серед фанатів є теорія про те, що Злий Морті — це справжній Морті Ріка з C-137. Стосовно теорії Рік з C-137 покинув свого Морті на призволящі, як це показано на початку заставки кожної серії. Після цього випадку Морті з C-137 став Злим Морті й зненавидів усіх Ріків. Цю теорію підкріплює сцена з серії "Ріквтеча з Рікшенка", в якій Рік у своїх спогадах бачив малюка Морті, хоча це неможливо, адже Рік зник 20 років тому, а Морті лише 14. Таким чином, стосовно теорії, Рік з C-137, гадаючи що його Морті мертвий, вирушив до іншого виміру, в якому Морті живий, а Рік зник 20 років тому.
Є також менш популярні теорії стосовно яких Злий Морті, як і Злий Рік, є роботом, є Морті Дурного Ріка, а також і є Ріком, проте ще молодим.